# Què volen aquesta gent?
«Què volen aquesta gent?» és una cançó de 1968 composta per Maria del Mar Bonet amb la lletra d'un poema de Lluís Serrahima. El poema i la cançó foren escrits com a denúncia de la repressió política franquista. Arran d'un concert a la Cova del Drac, la censura prohibí de cantar-la en recitals i que fos emesa per la ràdio. Per burlar la prohibició, algunes vegades amb èxit, hom la tornà a presentar canviant-li el nom per «A trenc d'alba» o «De matinada».

## Història
Segons declaracions recents de Maria del Mar Bonet i Lluís Serrahima, la cantant i el poeta decidiren de fer conèixer la mort de Rafael Guijarro, només apareguda en una breu notícia als diaris, però que -segons es deia- havia estat provocada per la policia en llançar-lo per una finestra de casa seva per encobrir un cas de violència policial. Colpits pel silenci públic sobre la qüestió, Bonet i Serrahima optaren per fer una cançó a tall de romanço, seguint l'esperit de La presó de Lleida o La dama d'Aragó. La peça s'estrenà al Fòrum Vergés de Barcelona.

## La mort de Rafael Guijarro
Rafael Guijarro Moreno era un madrileny de 23 anys, estudiant de graduat social i zelador en un ambulatori del Seguro de Enfermedad, que militava en el FAR, un grupuscle maoista escindit del PCE-ML. Detingut, la policia el portà a casa seva per fer-hi un escorcoll i, una vegada allí, s'hauria llançat (o l'haurien llançat) daltabaix d'un sisè pis en presència de sa mare. El número 41 de Cuadernos para el diálogo de febrer del 1967 li dedicà l'editorial De madrugada, que fou immediatament respost per una nota oficial, d'inserció obligatòria, a publicar al número 43 de la mateixa revista, a l'abril del mateix any.

### El "Cas Enrique Ruano"
Poc després de publicada la cançó, el 20 de gener de 1969 s'esdevingué a Madrid l'estranya mort de l'estudiant universitari de 21 anys Enrique Ruano. Havia estat detingut el dia 17 acusat de distribuir propaganda de les clandestines Comissions Obreres i de pertànyer a l'il·legal Frente de Liberación Popular. Segons la versió oficial, el van traslladar a un edifici del carrer del General Mola a fi de recollir-hi proves per desarticular el Partido Comunista Revolucionario i un cop allí se suïcidà tirant-se daltabaix d'un celobert. Aquesta versió fou contestada per la família i l'opinió pública, que consideraren l'explicació oficial poc creïble; es parlà de mort per un tret o que havia estat llançat pel balcó per encobrir tortures policials. Presentada la denúncia, els tres inspectors de policia implicats van ser jutjats i absolts. Reobert el cas el 1991, el maig del 1992 l'Audiència Provincial de Madrid arxivà el cas per prescripció. L'any 1994 el Tribunal Suprem ordenà que es tornés a obrir el cas i l'Audiència jutjà i absolgué una altra vegada els agents (aleshores ja ascendits a comissaris de policia) per manca de proves. La sentència, amb el vot particular d'un dels magistrats, fou recorreguda, però el Tribunal Suprem la confirmà definitivament l'any 1997.

## Altres interpretacions
A banda de Maria del Mar Bonet, altres artistes han cantat o versionat aquesta peça: Joan Manuel Serrat (Banda sonora d'un temps, d'un país), Mesclat, La Gossa Sorda, Malsujeto i Sabor de Gràcia i l'ha cantada en castellà Elisa Serna (en el disc Quejido, editat a París el 1974, la titulà «¿Esta gente qué querrá?»; quan la pogué editar a Espanya l'anomenà «Este tiempo ha de acabar»). També en feu una versió la cantant polonesa Edyta Geppert titulada «Czegóż chcą ludzie ci».